# Boarmia virguncula
Boarmia virguncula är en fjärilsart som beskrevs av Louis Beethoven Prout 1927. Boarmia virguncula ingår i släktet Boarmia och familjen mätare. Inga underarter finns listade i Catalogue of Life.